# Sybaguasu pubicorne
Sybaguasu pubicorne là một loài bọ cánh cứng trong họ Cerambycidae.